# 1568
Évszázadok: 15. század – 16. század – 17. század
Évtizedek: 1510-es évek – 1520-as évek – 1530-as évek – 1540-es évek – 1550-es évek – 1560-as évek – 1570-es évek – 1580-as évek – 1590-es évek – 1600-as évek – 1610-es évek
Évek: 1563 – 1564 – 1565 – 1566 –  1567 – 1568 – 1569 – 1570 – 1571 – 1572 – 1573

## Események

### Határozott dátumú események
- január 6–13. – A tordai országgyűlés a korabeli Európában egyedülálló vallási türelmet hirdet [1]
- február 17. – Szokoli Mehmed nagyvezír egyezményt köt II. Miksa császárral, amelynek értelmében ez utóbbi évi 30 000 arany fizetésére kötelezi magát (drinápolyi béke).[2]
- március 3. – Báthori Miklós tölti be az országbírói tisztet.
- március 23. – A hugenották és francia királyi udvar megkötik a longjumeau-i békét, amely amnesztiát hirdet a hugenottáknak, és megerősíti az amboise-i ediktumot.[3]

### Határozatlan dátumú események
- az év folyamán – 
  - V. Pisz pápa kiadja a trienti zsinat határozatainak megfelelő új, egységes breviáriumot (Breviarium Romanum).[4]
  - A törökök partra szállnak Azovban, és kitör az orosz–török háború.
  - Bakfark Bálint lantművész János Zsigmond udvarába kerül. (Egészen 1571-ig él a királyi udvarban.)[5]

## Születések
- február 2. – Révay Péter főispán († 1622)
- február 11. – Honoré d’Urfé francia regényíró († 1625)
- április 5. – VIII. Orbán pápa († 1644)[6]
- szeptember 5. – Tommaso Campanella olasz filozófus, író († 1639)
- szeptember 24. – Wathay Ferenc végvári vitéz, festő, énekszerző, Pápán, Cseszneken és Győrben szolgált († 1609)

## Halálozások
- június 5. – Lamoraal van Egmontot – Horne grófjával együtt, Alba hercege halálra ítéltette és Brüsszel főterén kivégeztette (* 1522)